# تيون فان فليت
تيون فان فليت (بالهولندية: Teun van Vliet)‏ ولد بتاريخ 22 مارس 1962 في فلاردينجن، هولندا، هو دراج هولندي سابق في صنف سباق الدراجات على الطريق.

## سجل النتائج

### سباقات أو مراحل فاز بها
- بطولة العالم لسباق الدراجات على الطريق
- طواف سويسرا

## وصلات خارجية
- الموقع الرسمي

## روابط خارجية
- تيون فان فليت على موقع أرشيف الدراجات (الإنجليزية)
- تيون فان فليت على موقع إحصائيات الدراجات الإحترافية (الإنجليزية)
- تيون فان فليت على موقع CycleBase (الإنجليزية)